# Флаг Колумбии
Госуда́рственный флаг Колу́мбии был принят 26 ноября 1861 года. Представляет собой горизонтальный триколор жёлтого, синего и красного цветов. Жёлтая полоса занимает верхнюю половину пространства флага, синяя и красная занимают по четверти пространства.

## Символизм и дизайн
Горизонтальные линии (сверху вниз) жёлтого, синего и красного цветов имеют пропорции 2:1:1. Подобно флагу Эквадора, он произошёл от флага Великой Колумбии, отличающегося от большинства триколоров (как горизонтальных, так и вертикальных) тем, что имеет полосы не равного размера. (Венесуэла, чей флаг также произошёл от него, пошла по классическому пути, уравняв размер полос).
Официально закреплённых цветовых значений не установлено, однако рекомендуется использовать следующие:
| Модель | Жёлтый            | Синий               | Красный              |
| ------ | ----------------- | ------------------- | -------------------- |
| Пантон | 116               | 287                 | 186                  |
| RGB    | 252-209-22        | 0-56-147            | 206-17-38            |
| CMYK   | C0-M17.1-Y91.3-K0 | C100-M61.9-Y0-K42.4 | C0-M91.7-Y81.6-K19.2 |
| HEX    | #FCD116           | #003893             | #CE1126              |

В соответствии с современным толкованием, цвета означают:
- Жёлтый: представляет всё золото колумбийской земли.
- Синий: представляет все моря колумбийских берегов.
- Красный: представляет всю кровь, пролитую на полях сражений героями, отстоявшими независимость Колумбии.

Существуют также и несколько иные толкования цветов, например: «жёлтый — солнце и земля Колумбии, синий — вода, дающая жизнь людям, красный — цвет пролитой крови людей, отстоявших независимость Колумбии».
Хотя форма флага не урегулирована законом, обычно он представляется в традиционной пропорции 2:3.